# Dorval (Québec)
Dorval ist eine Stadt im Südwesten der kanadischen Provinz Québec. Sie liegt auf der Île de Montréal westlich von Montreal. Die Stadt hat eine Fläche von 20,91 km² und zählt 18.980 Einwohner (Stand: 2016).

## Geographie
Dorval liegt im Westen der Île de Montréal am Nordufer des Lac Saint-Louis, in der Region West Island. Die Gemeinde grenzt im Norden und Osten an Montreal (Stadtbezirke Saint-Laurent und Lachine), im Nordwesten an Dollard-Des Ormeaux und im Westen an Pointe-Claire. Knapp einen halben Kilometer vor der Küste befindet sich L’Île-Dorval. Das Stadtzentrum von Montreal ist rund 14 Kilometer entfernt. Rund 60 % der Fläche der Gemeinde wird vom internationalen Flughafen Montréal-Trudeau eingenommen.

## Geschichte
1667 gründeten Priester des Sulpizianerordens eine Missionsstation namens Fort Gentilly, die sich im Laufe der Zeit zu einem kleinen Dorf entwickelte. Dieses hieß später La Présentation de la Vierge Marie und schließlich Dorval, benannt nach dem Pelzhändler Jean-Baptiste Bouchard d’Orval, der hier einst Land erworben hatte. 1855 eröffnete die Grand Trunk Railway eine Eisenbahnlinie und das Dorf erhielt einen Bahnhof, woraufhin viele englischsprachige Bewohner Montreals hierher zogen. 1892 wurde die Gemeinde gegründet, die bereits 1903 den Stadtstatus erhielt. Aus der 1941 eröffneten Lachine-Luftwaffenbasis der Royal Canadian Air Force entwickelte sich der internationale Flughafen.
Am 1. Januar 2002 wurden 27 Gemeinden auf der Insel mit Montreal fusioniert. Besonders in Gemeinden mit einem hohen Anteil an Englischsprachigen regte sich Widerstand, da diese Maßnahme von der Provinzregierung der separatistischen Parti Québécois angeordnet worden war. Ab 2003 stellte die Parti libéral du Québec die Regierung und versprach, die Gemeindefusionen rückgängig zu machen. Am 20. Juli 2004 fanden in 22 ehemaligen Gemeinden Referenden statt. In Dorval sprachen sich 76,8 % der Wahlbeteiligten für die Trennung aus. Die Gemeinde wurde am 1. Januar 2006 neu gegründet, musste aber zahlreiche Kompetenzen an den Gemeindeverband abtreten.

## Bevölkerung

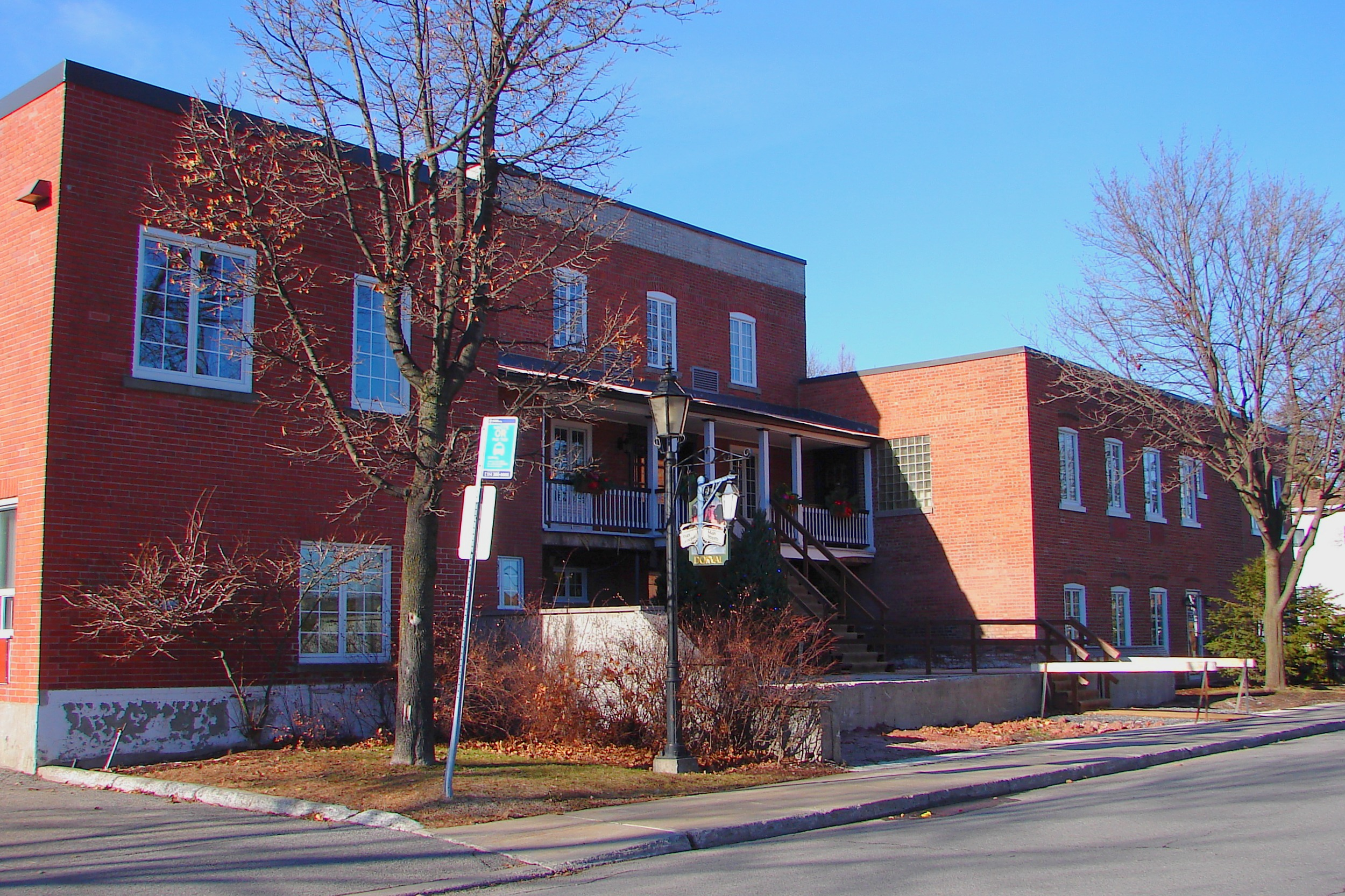
Rathaus

Gemäß der Volkszählung 2011 zählte Dorval 18.208 Einwohner, was einer Bevölkerungsdichte von 872 Einw./km² entspricht. 42,4 % der Bevölkerung gaben Englisch als Hauptsprache an, der Anteil des Französischen betrug 30,6 %. Als zweisprachig (Französisch und Englisch) bezeichneten sich 2,2 %, auf andere Sprachen und Mehrfachantworten entfielen 24,8 %. Zu den bedeutendsten nichtoffiziellen Hauptsprachen gehörten Spanisch (2,9 %), Italienisch (2,8 %), Chinesisch (2,6 %) und Arabisch (2,0 %). Ausschließlich Englisch sprachen 20,5 %, ausschließlich Französisch 8,3 %. Im Jahr 2001 waren 61,8 % der Bevölkerung römisch-katholisch, 21,2 % protestantisch, 2,5 % orthodox und 9,1 % konfessionslos.

## Wirtschaft und Verkehr
Wirtschaftlich dominierend ist der internationale Flughafen. In dessen Nähe befindet sich ein ausgedehntes Industrie- und Gewerbegebiet, das vor allem von Unternehmen der Luftfahrtindustrie genutzt wird. Bekanntestes Unternehmen mit Sitz in Dorval ist Bombardier Aerospace. Ebenfalls von großer Bedeutung sind die im Jahr 1954 eröffneten Jardins Dorval, eines der ersten Einkaufszentren Québecs.
Mitten durch das Stadtgebiet verläuft die Autoroute 20, die Autobahn zwischen Montreal und Toronto. Von dieser zweigt in Flughafennähe die Autoroute 520 ab, eine Querverbindung zur Autoroute 15 und zur Autoroute 40. Die Stadt besitzt zwei Bahnhöfe an der Haupteisenbahnlinie Montreal–Toronto (Dorval und Pine Beach); es verkehren exo-Vorortszüge vom Montrealer Bahnhof Lucien-L’Allier nach Vaudreuil-Dorion. Mehrere Buslinien der Société de transport de Montréal stellen Verbindungen mit den Nachbargemeinden und dem Zentrum von Montreal her.